# Krchleby (ort i Tjeckien, Mellersta Böhmen, lat 49,89, long 15,35)
Krchleby är en ort i Tjeckien.   Den ligger i regionen Mellersta Böhmen, i den centrala delen av landet, 70 km öster om huvudstaden Prag. Krchleby ligger 272 meter över havet och antalet invånare är 381.
Terrängen runt Krchleby är lite kuperad. Runt Krchleby är det ganska tätbefolkat, med 62 invånare per kvadratkilometer. Närmaste större samhälle är Čáslav, 3,7 km nordost om Krchleby. Trakten runt Krchleby består till största delen av jordbruksmark.